# Franciszek Hohenzollern
Franz Wilhelm Victor Christoph Stephan von Hohenzollern, właśc. F. W. Prinz von Preußen, pol. także: Franciszek Wilhelm Wiktor Krzysztof Stefan Hohenzollern, 1976–1986 Michaił Pawłowicz Pruskij, ros. Михаил Павлович Прусский (ur. 3 września 1943 w Zielonej Górze) – niemiecki polityk monarchistyczny i przedsiębiorca.

## Życiorys
Urodził się jako drugi syn Karola Franciszka Hohenzollerna (1916–1975) i Henrietty von Schönaich-Carolath (1918–1972). Starszy brat bliźniak, Fryderyk Christian zmarł trzy tygodnie po narodzinach (1943).
W 2002 wraz z Theodorem Tantzenem założył przedsiębiorstwo Prinz von Prussen, działające na rynku nieruchomości. Zajmuje się ono także renowacją zabytkowych budynków i przestrzeni w Niemczech. W 2004 wykupił większość udziałów w Królewskiej Manufakturze Porcelany w Berlinie, ratując ją przed niewypłacalnością.

## Krąg rodzinny
4 września 1976 w Dinard zawarł ślub cywilny ze swoją kuzynką 4. st. Marią Władimirowną Romanową (ur. 1953), córką Włodzimierza Cyrylowicza. Następnie przyjął prawosławie, zmieniając imiona na Michaił Pawłowicz. 22 września 1976 w Madrycie para wzięła ślub religijny. Teść nadał mu tytuł wielkiego księcia Rosji. Małżeństwo ogłosiło separację w 1982, a 19 czerwca 1985 rozwiodło się. Para ma jednego syna Jerzego Michajłowicza Romanowa (ur. 1981). Po rozwodzie Franz Wilhelm Hohenzollern powrócił do własnego nazwiska i zrezygnował z tytułów rosyjskich. Powtórnie ożenił się w 2019 z Nadią Nour (ur. 1957).
| 4. Joachim Franciszek Hohenzollern  |  |                                     |  |  |                                    |
|                                     |  | 2. Karol Franciszek Hohenzollern    |  |  |                                    |
| 5. Maria Augusta Anhalcka           |  |                                     |  |  |                                    |
|                                     |  |                                     |  |  | 1. Franciszek Wilhelm Hohenzollern |
| 6. Jan Jerzy von Schönaich-Carolath |  |                                     |  |  |                                    |
|                                     |  | 3. Henrietta von Schönaich-Carolath |  |  |                                    |
| 7. Hermina Reuss-Hohenzollern       |  |                                     |  |  |                                    |
|                                     |  |                                     |  |  |                                    |

## Odznaczenia
- Krzyż Wielki na Łańcuchu Orderu Wojskowego Świętego Jerzego.